# Lista över borgmästare i Mariefred
Detta är en lista över staden Mariefreds borgmästare.

## Borgmästare i Mariefred
Borgmästare i Mariefreds stad före 1971.

### Borgmästare
| Ämbetstid | Namn                     | Levnadstid | Övrigt                           |
| --------- | ------------------------ | ---------- | -------------------------------- |
| –1726     | Johan Glansberg          | –1726      |                                  |
| 1731      | Georg Fredrik Björnström | 1701–      | Senare borgmästare i Eskilstuna. |
| 1732–1782 | Daniel Kihlman           | 1704–1782  |                                  |
| 1782–1795 | Daniel Riddersporre      | 1745–1795  |                                  |
| 1802–1832 | Erik Gustaf Sturnegk     | 1772–1855  |                                  |
| 1905–1946 | Gustaf Lindqvist         | 1872–1946  |                                  |